# Lockheed T-33 Shooting Star
O Lockheed T-33 Shooting Star é um avião americano monorreator, a jato, de asa baixa, bilugar em tandem, trem de aterragem triciclo retrátil. Foi produzido pela Lockheed Corporation e fez o seu primeiro voo em 1948, sendo pilotado por Tony LeVier. O T-33 foi desenvolvido a partir do Lockheed P-80/F-80 por melhorar a fuselagem e por adicionar um segundo lugar e um segundo controle.

## Emprego em Forças Aéreas

### Portugal

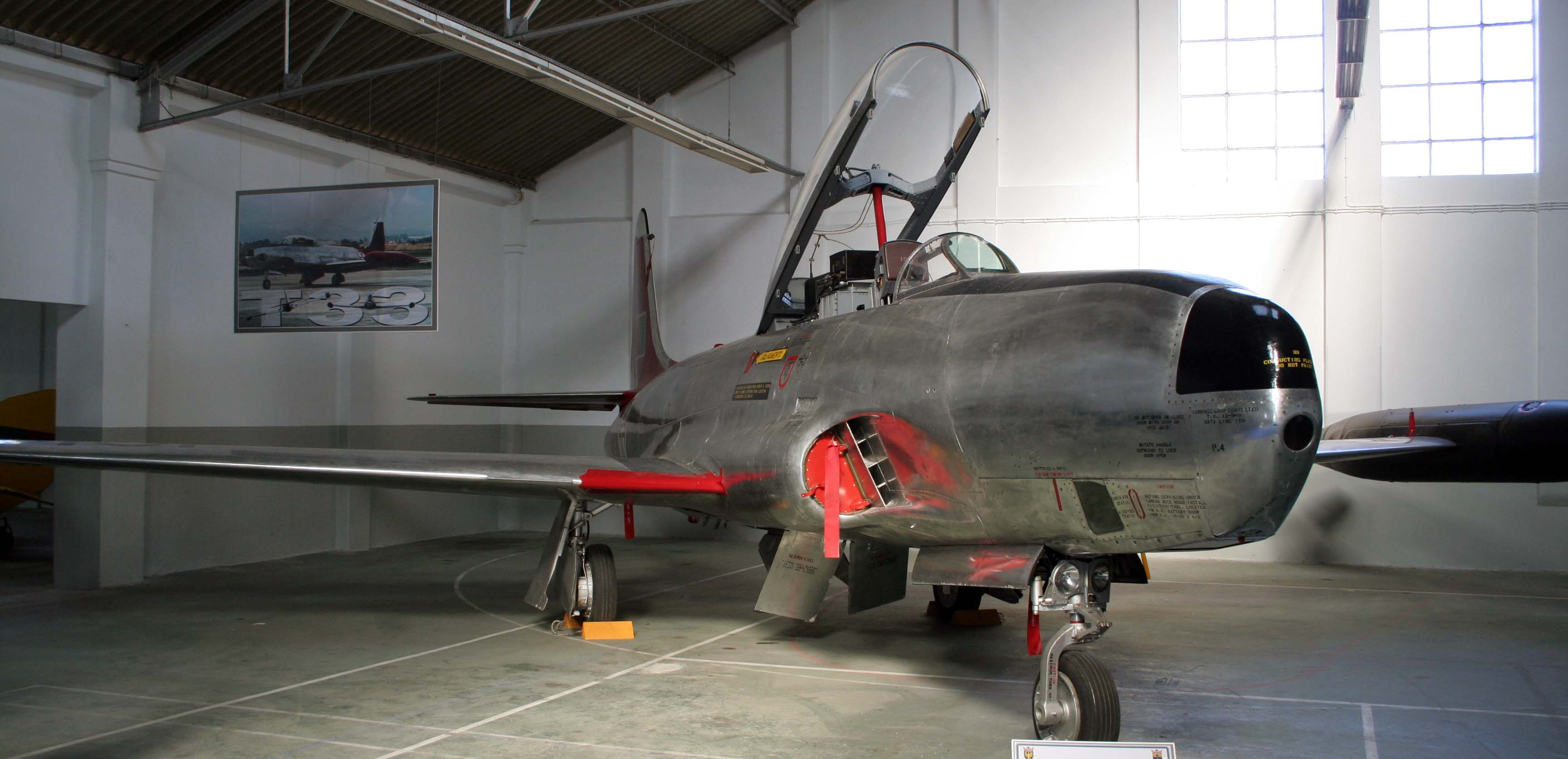
RT-33A da Força Aérea Portuguesa na cor tradicional.

Portugal aquiriu 35 aeronaves T-33A e RT-33A, sendo que os primeiros 15 traziam duas metralhadoras no nariz, seriam tipo uma versão de treino do caça F-80, e que mais tarde foram retiradas tendo sido adicionado balastro para manter o centro de gravidade da aeronave. Elas entraram em serviço em 1953 e foram aposentadas em 1990. Durante os anos em que foram utilizadas, estiveram presentes em diversas unidades da Força Aérea Portuguesa: Base Aérea Nº 2, Base Aérea Nº 3 e Base Aérea Nº 5 (a partir de 1961). Em outubro de 1959 a Força Aérea recebeu cinco T-33 AN Silver Star — uma versão canadiana.

### Brasil

Lockheed T-33, mantido no Museu Aeroespacial no Campo dos Afonsos.

A Força Aérea Brasileira (FAB) utilizou, entre 1956 e 1975, um total de 58 AT-33 em seus grupos de aviação, principalmente como avião de treinamento avançado.

#### Acidente
No dia 18 de julho de 1967, um avião T-33 da FAB atingiu a cauda do avião Piper PA-23 Aztec no qual o ex-presidente Humberto de Alencar Castelo Branco viajava. O Aztec caiu, matando Castelo Branco e outros ocupantes da aeronave: somente uma pessoa sobreviveu.